# طنطا (مركز)
مركز طنطا مركز إداري مصري. يقع في محافظة الغربية الواقعة شمال جمهورية مصر العربية في دلتا النيل. القاعدة الإدارية للمركز هي مدينة طنطا. يرأس المركز محمد أبو سليم منذ 20 يوليو 2024 (289). هو ثاني أكبر مركز حسب المساحة والسكان وهو الأعلى في الكثافة السكانية بين مراكز المحافظة.

## التاريخ

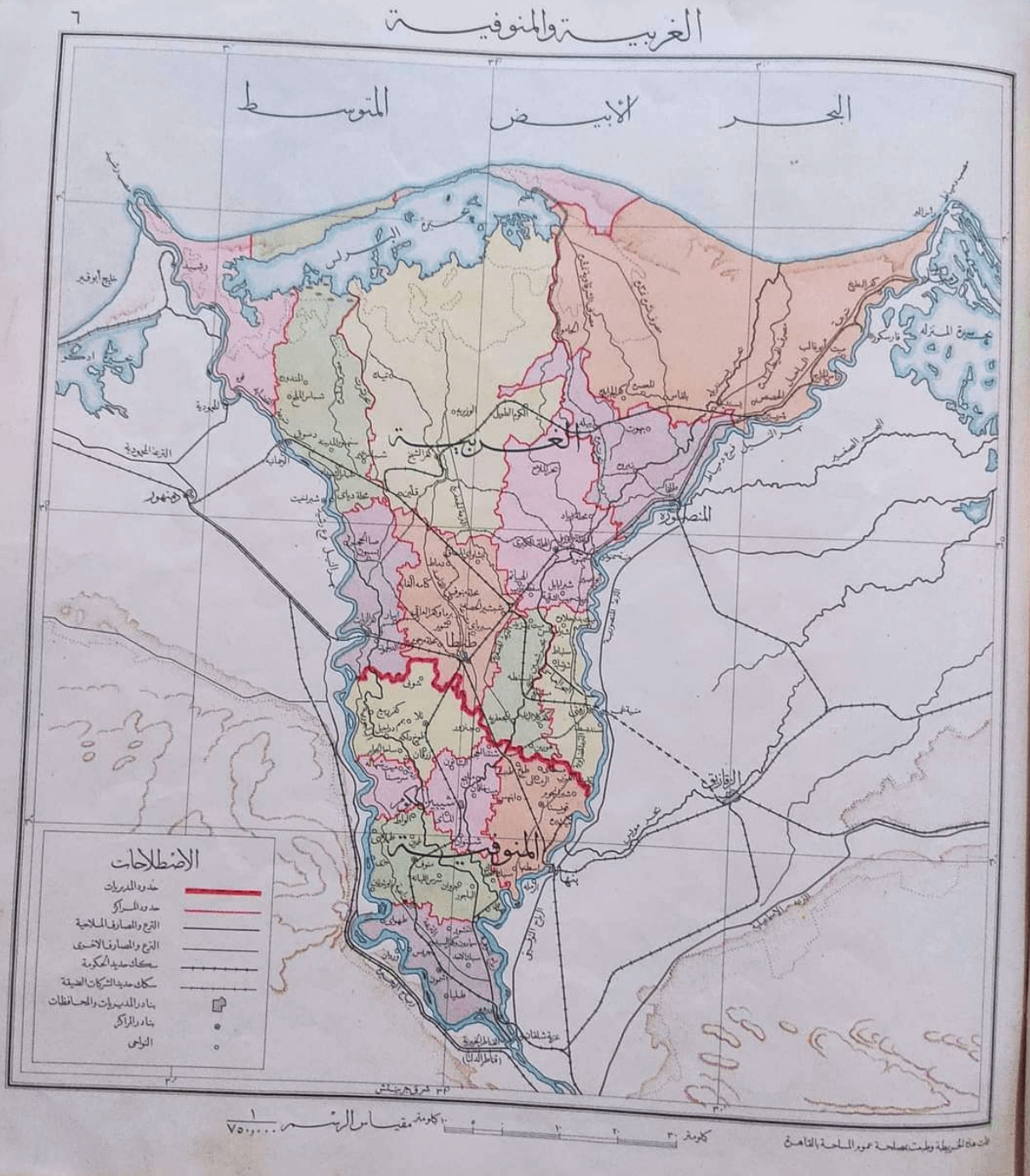
خريطة تظهر المركز باللون البرتقالي في عام 1914 قبل إنشاء مركز قطور

أنشئ السلف السابق لهذا المركز قسم طنطا في سنة 1826 كان وقتها يشمل قرى أكثر من عدد قراها الحالية. ثم نقل ديوان المركز إلى محلة منوف في عام 1871 لتوسطها بلاد المركز وغير اسمه إلى مركز محلة منوف. عاد مقر الديوان إلى طنطا في عام 1884، ولكن بقى باسم مركز محلة منوف حتى عام 1896 عندما سمي بمركز طنطا، ثم فصلت مدينة طنطا عن المركز وسميت مأمورية بندر طنطا في عام 1890.
ضم إلى المركز في 1 يناير 1897 ست قرى من مركز تلا بمديرية المنوفية واثنان من مركز السنطة وواحد من مركز شبين بالمنوفية. رأت لجنة للتعديل التقسيم الإداري المصري في عام 1941 إنشاء مركز قطور لبعد منطقته عن قواعد المراكز المركز، صدر قرار بإنشاء هذا المركز في 27 يونيو 1948 من 33 بلدة 19 منها كانت تتبع لمركز طنطا. ضم إلى المركز 5 قرى فصلًا من مركز تلا المنوفية في 6 أبريل 1955 هي شوني وصناديد وكفر الشرفا الشرقي وكفر الشيخ سليم والكرداسة. ضمت قريتا قحافة وكفر سيجر إلى مدينة طنطا في عام 1960 فصلًا عن المركز لاتصال بنيانهما بالمدينة.

## التقسيم الإداري
تبلغ مساحة المركز 331,34 كم2 ويتبعه 13 وحدة محلية و48 قرية. الوحدات المحلية هي نواج وبرما ودفرة واخناواى الزلاقة ومحلة مرحوم وشوني ومحلة منوف والرجدية وشوبر وفيشا سليم وسبرباي وصناديد وميت حبيش البحرية. هذه الوحدات المحلية فيها إجمالي 50 قرية و194 عزبة.

## الاقتصاد
أغلب أراضي مركز طنطا هي أراضي زراعية وتزرع المحاصيل التقليدية كالقطن والأرز والقمح وقصب السكر. ذكر المهندس عادل العتال وكيل وزارة الزراعة بالغربية في عام 2017 أن مركز طنطا هو ثاني يتصدر مراكز المحافظة في زراعة القمح حيث تصل إلى 21500 فدان. يوجد بمركز طنطا 26259 وحدة حيوانية بإجمالي 33,15% من الثروة الحيوانية بالمحافظة.
تعتزم المحافظة لإعادة افتتاح محطة إنتاج بيض المائدة بقرية كفر الشيخ سليم والتي من المفترض أن تنتج 70 مليون بيضة سنويًا، تحقق الاكتفاء الذاتي للمحافظة. أجرت مديرية الزراعة في المحافظة تجارب لإنتاج الأرز البسمتي والهجين والسوبر في قرية بوريك الحجر في عام 2024. ينتج المركز 10300 طن من الحلاوة الطحينية و1640 طن من المخللات سنويا وهو ما يشكل 36.4% من إنتاج المحافظة.

## السكان
بلغ عدد سكان المركز 722,893 نسمة في تقدير 2024 كلهم ريفيون، عدد الرجال منهم 371,679 والنساء 351,214 نسمة. كان عدد سكان المركز 685,038 نسمة في تعداد 2017.
| عدد السكان | السنة | عدد السكان | السنة |
| ---------- | ----- | ---------- | ----- |
| 130,235    | 1882  | 223,692    | 1960  |
| 177,693    | 1897  | 276,683    | 1976  |
| 194,417    | 1907  | 260,220    | 1986  |
| 205,111    | 1917  | 446,638    | 1996  |
| 207,413    | 1927  | 538,575    | 2006  |
| 216,364    | 1937  | 685,038    | 2017  |
| 215,945    | 1947  | 722,893    | 2024  |

### الدين
آخر تعداد مصري يذكر الدين كان تعداد 1986 والذي يتضح منه أن أغلبية السكان مسلمون (357,476 نسمة) مع أقلية مسيحية صغيرة (2852 نسمة). يوجد في المركز ثلاث كنائس هي كنيسة الشهيد العظيم مارجرجس بمحلة مرحوم وكنيسة الشهيد العظيم مارجرجس بحصة برما وكنيسة رئيس الملائكة ميخائيل بسبرباي كلها تتبع للكنيسة القبطية.

### التعليم
يوجد في المركز 723 مدرسة إلا أنه بشكل عام يوجد عجز في عدد المدارس (عجز في 568 مدرسة) وارتفاع للكثافة العددية للطلاب في فصول مدراس المركز. نسبة الأمية بالمركز عالية إذ يبلغ عددهم 165,627 نسمة (17.9%) أما الحاصلين على التعليم الجامعي فعددهم 185,040 نسمة (%19,9).